# Hans van Heeswijk
Hans van Heeswijk (Breda, 29 januari 1952) is een Nederlandse architect.

## Leven
Van Heeswijk studeerde in 1980 af als bouwkundig ingenieur aan de Technische Universiteit Delft. Voor zijn afstudeerplan 'Stadsvernieuwing op Wittenburg' kreeg hij de faculteitsprijs van de faculteit Bouwkunde van de TU Delft. Zijn afstudeermentor was architect Herman Hertzberger. Met zijn afstudeerontwerp won hij de Archiprix in 1980. Na enige jaren voor architect Aldo van Eyck gewerkt te hebben, vestigde hij in 1985 het bureau 'Hans van Heeswijk architecten' in Amsterdam. Van 1988 tot 2002 was Van Heeswijk gastdocent aan de Academie van Bouwkunst Amsterdam, van 2005 tot 2011 lid van het landelijke bestuur van de Bond van Nederlandse Architecten. Van 2000 tot en met 2005 was hij voorzitter van architectenvereniging Genootschap Architectura et Amicitia.

## Enkele werken
- de Eilandbrug bij Kampen,
- de huisvesting van de Meetkundige Dienst van Rijkswaterstaat, nu RWS CIV genoemd, in Delft,
- metrostation Parkweg in de Calandlijn in Schiedam,
- de renovatie van de Zuiderkerk (Amsterdam) tot gemeentelijk informatiecentrum,
- de kantoortorens aan het Rietlandpark in Amsterdam,
- het Cultureel Educatief Centrum Ganzenhoef in Amsterdam-Zuidoost,
- het gemeentehuis en de openbare bibliotheek van Heerhugowaard,
- de Zouthavenbrug in Amsterdam,
- de verbouwing van het Oudemannenhuis (Breda) in Breda tot Stedelijk Museum Breda,
- de renovatie van verpleegtehuis Amstelhof tot museum Hermitage Amsterdam,
- het gemeentehuis van Lansingerland,
- de renovatie van het Jeroen Boschhuis in 's-Hertogenbosch,
- de renovatie van de voormalige Bank van Leening in ’s-Hertogenbosch,
- het Rieteilandhuis op IJburg in Amsterdam,
- de renovatie van drie woongebouwen aan het Waterlandplein in Amsterdam-Noord,
- het kantorencomplex Piet Hein Buildings in Amsterdam,
- de uitbreiding en renovatie van museum het Mauritshuis in Den Haag,
- Museum MORE in Gorssel,
- het treinstation en combiplan in Nijverdal,
- het entreegebouw van het Van Gogh Museum in Amsterdam,
- de glazen toegangsbrug naar de tweede vestiging van Museum MORE in Kasteel Ruurlo,
- Hoofdkantoor Vesteda, Amsterdam,
- Renovatie Slachthuis (Haarlem),
- Uitbreiding station Geldermalsen.
- Museum EICAS in het Hegius gymnasium, Deventer.

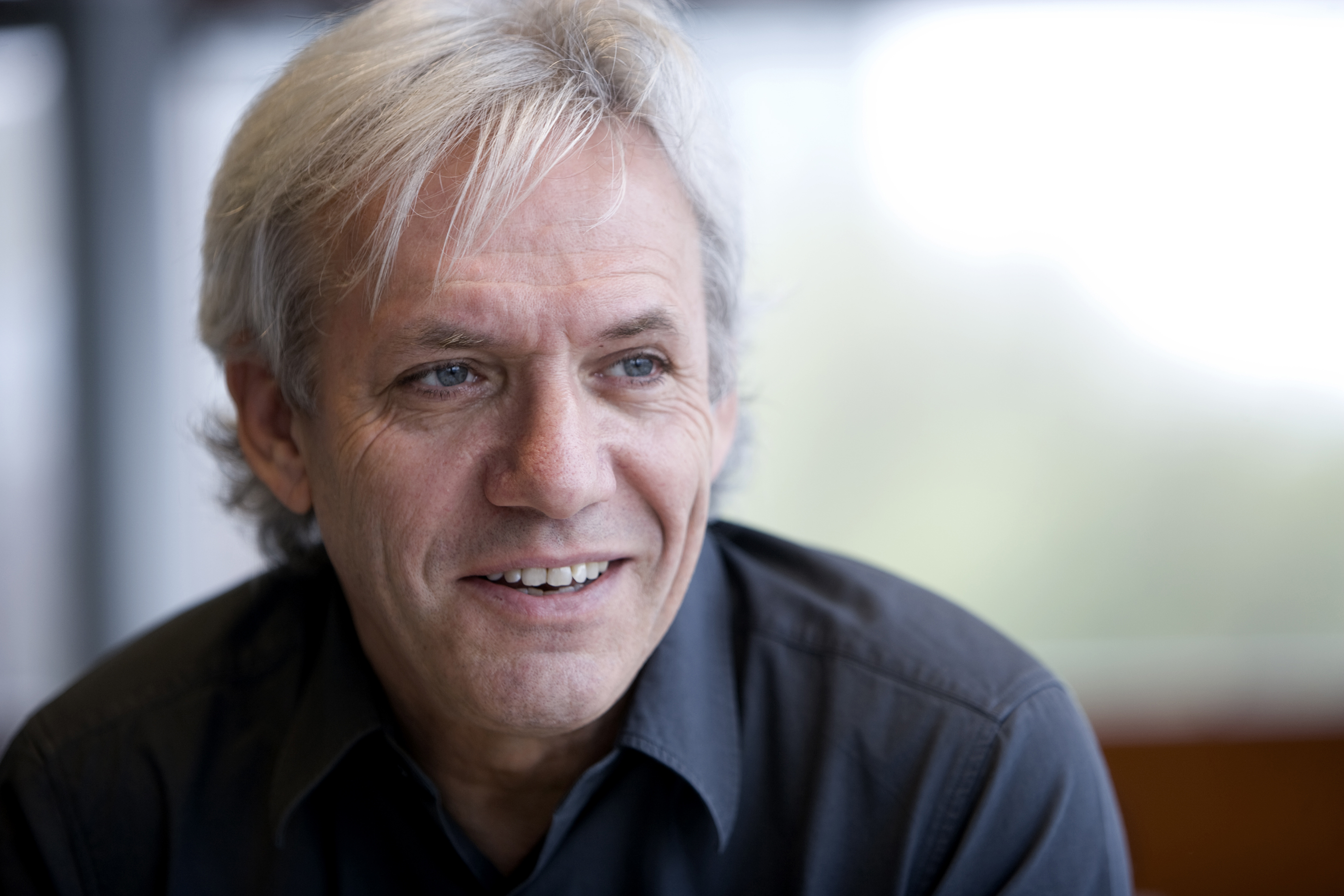
Hans van Heeswijk architect